# Dansk Melodi Grand Prix 2009

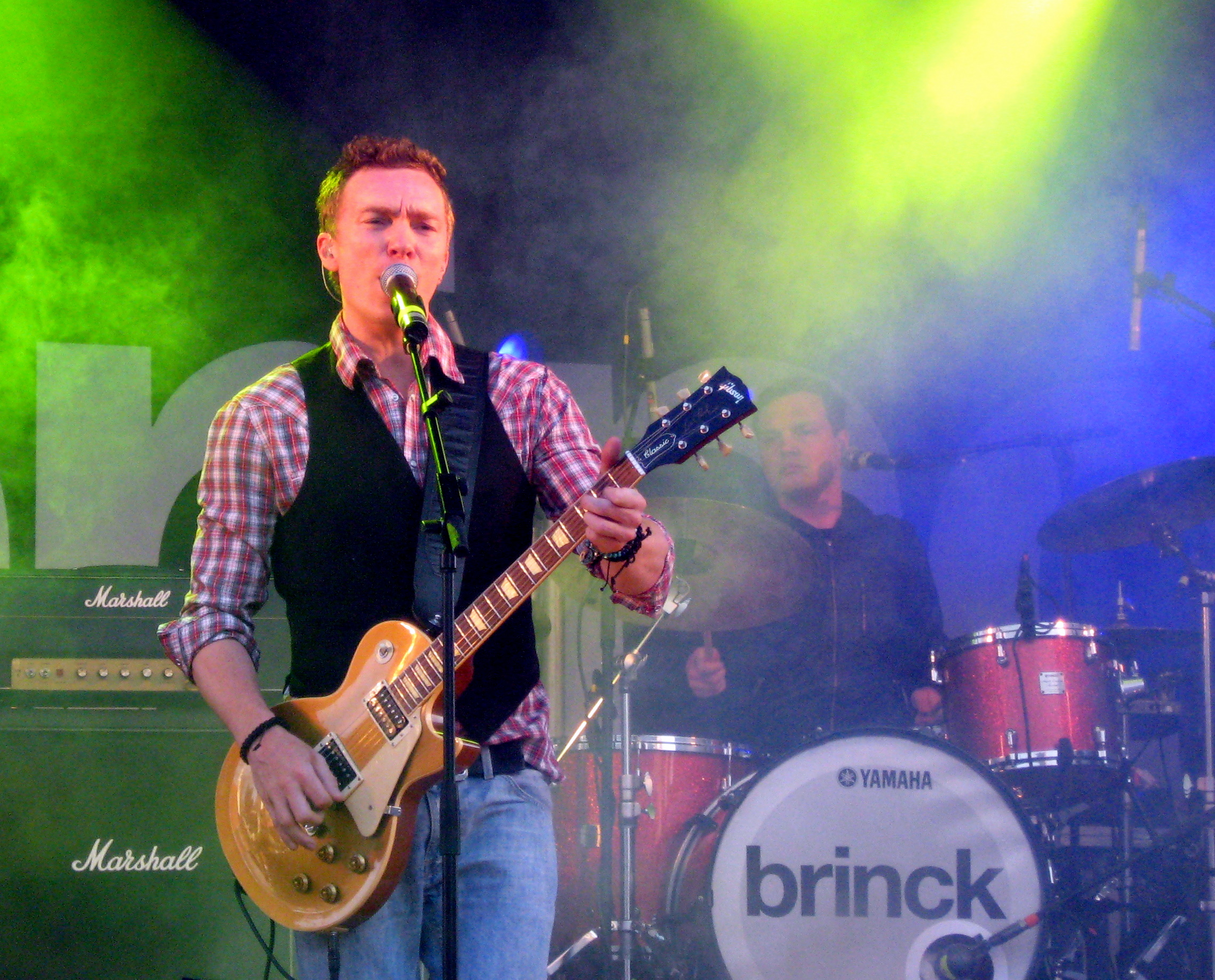
Gewinner des Danish MGP 2009: Niels Brinck

Der 39. Dansk Melodi Grand Prix 2009 fand am 31. Januar 2009 statt und war der dänische Vorentscheid zum Eurovision Song Contest 2009 in Moskau (Russland).

## Format

### Konzept
Es gab wieder einen klassischen Vorentscheid und eine Veränderung des Wertungssystems. Diese Entscheidung traf DR, da der Sender finanzielle Schwierigkeiten hatte und sich kein Austragungsort für mehrere Shows fand; außerdem wurde 2009 das Wertungssystem verändert.

### Moderation
Der DMGP fand am und wurde von Birthe Kjær, die selbst 1989 für Dänemark beim Eurovision Song Contest in Lausanne dabei war, und Fernseh- und Radiomoderator Felix Smith.

### Beitragswahl
Die teilnehmenden Lieder wurden am 9. Januar 2009 offenbart, nachdem DR intern das Feld der eingereichten Beiträge auf die besten Lieder reduzierte. Die Gesamtanzahl der beim DR eingereichten Beiträge betrug 684, was einer Steigerung um 443 gegenüber dem Vorjahr betrug.
Das Finale bestand aus zehn Liedern, sechs aus den öffentlichen Einreichungen und vier, die vom DR zur Teilnahme eingeladen wurden.

## Finale
Das Finale des DMGP fand am 31. Januar 2009 im MCH Messecenter Herning in Herning statt. Während des Wettbewerbs wurden in einer ersten Runde vier Lieder ausgewählt, die in einer gleichwertigen Entscheidung aus SMS- und Juryvoting die „KO-Runde“ erreichten, in der sie paarweise gegeneinander um den Finaleinzug antraten. In einer weiteren SMS-Votingrunde wurde der Gesamtsieger des Wettbewerbs ermittelt.

### Erste Runde
| Platz  | Startnr. | Interpret           | Lied Musik (M) und Text (T)                                                                               |
| ------ | -------- | ------------------- | --- |
| 1.–4.  | 4        | Sukkerchok          | Det' det M/T: Lasse Lindorff, Mogens Binderup, Lise Cabble                                                |
| 1.–4.  | 6        | Hera Björk          | Someday M: Christina Schilling, Jonas Gladnikoff; T: Henrik Szabo, Daniel Nilsson                         |
| 1.–4.  | 8 1      | Johnny Deluxe       | Sindssyg M/T: Noam Halby, Jakob Glæsner, Peter Kvint                                                      |
| 1.–4.  | 10       | Brinck              | Believe Again M/T: Lars Halvor Jensen, Martin Michael Larsson, Ronan Keating                              |
| 5.–10. | 1        | Trine Jepsen        | I'll Never Fall in Love Again M/T: Claes Andreasson, Torbjörn Wassenius, Johan Sahlén; T: Niels Kvistborg |
| 5.–10. | 2 1      | Jeppe               | Lucky Boy M/T: Jeppe Breum Laursen (m & t)                                                                |
| 5.–10. | 3 1      | Marie Carmen Koppel | Crying Out Your Name M/T: Marie Carmen Koppel; M: Dan Hemmer                                              |
| 5.–10. | 5 1      | Jimmy Jørgensen     | Alice in the Wonderland M/T: Mikael Erlandsson, Torbjørn Wassenius, Claes Andreasson; M: Birgitte Rye     |
| 5.–10. | 7        | Claus Christensen   | Big Bang Baby M/T: Troels Holdt, Lars Malm, Lise Cabble                                                   |
| 5.–10. | 9        | Christina Undhjem   | Underneath My Skin M/T: Mads Haugaard; T: Brian Risberg Clausen                                           |

 Kandidat hat sich für die K.O.-Runde qualifiziert.

### K.O.-Runden
In der zweiten Runde des Votings traten die vier Qualifikanten paarweise gegeneinander an, so dass zwei das Finale erreichten, wo Brinck mit dem Titel Believe Again gewann und sich für den Eurovision Song Contest 2009 qualifizierte.

#### Super-Finale
| Duell | Startnr.   | Interpret                                                                         | Lied Musik (M) und Text (T)                                                  |   |   |            |                                                            |
| ----- | ---------- | --------------------------------------------------------------------------------- | ---------------------------------------------------------------------------- | - | - | ---------- | ---------------------------------------------------------- |
| Duell | Startnr.   | Interpret                                                                         | Lied Musik (M) und Text (T)                                                  | 1 | 1 | Sukkerchok | Det' det M/T: Lasse Lindorff, Mogens Binderup, Lise Cabble |
| 2     | Hera Björk | Someday M: Christina Schilling, Jonas Gladnikoff; T: Henrik Szabo, Daniel Nilsson |                                                                              | 1 |   |            |                                                            |
|       |            |                                                                                   |                                                                              |   |   |            |                                                            |
| 2     | 1          | Brinck                                                                            | Believe Again M/T: Lars Halvor Jensen, Martin Michael Larsson, Ronan Keating |   |   |            |                                                            |
| 2     | 2          | Johnny Deluxe                                                                     | Sindssyg M/T: Noam Halby, Jakob Glæsner, Peter Kvint                         |   |   |            |                                                            |

#### Finale
| Platz | Startnr. | Interpret  | Lied Musik (M) und Text (T)                                                       |    |   |        |                                                                              |
| ----- | -------- | ---------- | --------------------------------------------------------------------------------- | -- | - | ------ | ---------------------------------------------------------------------------- |
| Platz | Startnr. | Interpret  | Lied Musik (M) und Text (T)                                                       | 1. | 2 | Brinck | Believe Again M/T: Lars Halvor Jensen, Martin Michael Larsson, Ronan Keating |
| 2.    | 1        | Hera Björk | Someday M: Christina Schilling, Jonas Gladnikoff; T: Henrik Szabo, Daniel Nilsson |    |   |        |                                                                              |

## Sonstiges
Durch einen technischen Fehler gab es eine vorzeitige Veröffentlichung des Musikalbums. Vor Verkaufsstart der CD ermöglichte das Plattenlabel den legalen Download bereits einen Tag vor dem Wettbewerb. Einer von nur 17 Käufern lud das Album in zehn Teilen auf der Plattform YouTube hoch. Die Plattenfirma My Way Music, erklärte rechtliche Schritte einzuleiten.